# Centre d'étude et de conservation des œufs et du sperme humains
Pour les articles homonymes, voir CECOS.
En France, les Centres d'étude et de conservation des œufs et du sperme humains (CECOS) ont géré les dons de gamètes (don d'ovocytes et don de sperme) de 1973 à 1993, date à laquelle les structures associatives ont été réintégrés dans les CHU.
Les deux premiers CECOS apparaissent en France en 1973 dans les hôpitaux de Paris Necker (à l'initiative du professeur Albert Netter) et Bicêtre (à l'initiative du professeur Georges David).
La Fédération des CECOS a poursuivi ses activités au-delà de 1993. Elle regroupe les praticiens de la majorité des centres publics et privés à but non lucratifs autorisés à réaliser dons de gamètes et accueils d'embryons.